# Lenguas nyasa
Las lenguas nyasa o ñasa son aparentemente un grupo filogenético válido de las lenguas bantúes. Con la reasignación de un par de lenguas de la la zona N de Guthrie a otros grupos, el nyasa es esencialmente sinónimo de "zona N".
Las lenguas del grupo (con el código asingnado por Guthrie) son:
- Tumbuka (N20) [excluyendo el dialecto senga].
- Chewa (Nyanja) (N30).
- Sena (N40, reducido): Nsenga, Kunda-Nyungwe, Sena (incl. Podzo, Rue)

El mal documento Mwera-Nyasa es N20 y presumiblemente pertenece a las lenguas nyasa también. Nurse (2003) tiene dudas sobre la inclusión del nyungwe y el sena.

## Comparación léxica
Los numerales en diferentes lenguas nyasa son:
| GLOSA | Kunda | Nyangwe  | Nyanja   | Nsnega | Tumbuka    | PROTO- NYASA |
| ----- | ----- | -------- | -------- | ------ | ---------- | ------------ |
| '1'   | -mozi | posi     | cimɔ́dzi  | -môzi  | ka-môza    | *mozi        |
| '2'   | -ŵili | piri     | (zi)βíri | -ŵîli  | tu-ŵîri    | *biri        |
| '3'   | -tatu | tatu     | (zi)tátu | -tâtu  | tu-tâtu    | *tatu        |
| '4'   | -nai  | nai      | (zi)nái  | -nâi   | tu-nâyi    | *nai         |
| '5'   | -sano | ʃanu     | (zi)sanu | -sanu  | tu-nkʰonde | *ʃanu        |
| '6'   | 5+1   | taⁿtʰatu | 5+1      | 5+1    | 5+1        | *5+1         |
| '7'   | 5+2   | tʃinomwe | 5+2      | 5+2    | 5+2        | *5+2         |
| '8'   | 5+3   | sere     | 5+3      | 5+3    | 5+3        | *5+3         |
| '9'   | 5+4   | pfemba   | 5+4      | 5+4    | 5+4        | *5+4         |
| '10'  | kʰumi | kʰumi    | kʰúmi    | kʰûmi  | kʰûmi      | *kʰumi       |